# باولو تشنتشيا
باولو تشنتشيا (بالإسبانية: Pablo Chinchilla)‏ (مواليد 21 ديسمبر 1978) هو لاعب كرة قدم. يلعب مع منتخب كوستاريكا لكرة القدم. سبق له أن لعب في كأس العالم لكرة القدم مع منتخب بلاده.

## روابط خارجية
- باولو تشنتشيا على موقع الاتحاد الدولي (مؤرشف)  (الإنجليزية)
- باولو تشنتشيا على موقع الدوري الأمريكي (الإنجليزية)
- باولو تشنتشيا على موقع قاعدة بيانات كرة القدم.إي يو (الإنجليزية)
- باولو تشنتشيا على موقع ناشيونال فوتبول تيمز (الإنجليزية)
- باولو تشنتشيا على موقع عالم كرة القدم.نت (الإنجليزية)